# Барац, Йосеф
Йосеф Барац (8 мая 1890, Кошница, Тираспольский уезд, Херсонская губерния — 14 декабря 1968, Дгания-Алеф) — израильский политический деятель, депутат кнессета от партии МАПАЙ (1949—1951).

## Биография
Родился в семье хозяина постоялого двора в Кошнице, откуда родители Зейдл и Туба Барац переехали в Кишинёв, когда ему ещё не было трёх лет. Учился в хедере и казённом училище в Кишинёве, обучался игре на трубе. В декабре 1905 года самостоятельно уехал в Палестину. Обучался гравёрному ремеслу в академии «Бецалель».
С 1908 года жил в Зихрон-Яакове, с 1910 года в Хадере. В 1910 году женился на Мириам Островской (в замужестве Барац, 1889—1970), вместе с которой в числе группы выходцев из Румынии и Бессарабии стал основателем первого киббуца Дгания (впоследствии Дгания Алеф). Его сын Гидеон стал первым родившимся в этом киббуце ребёнком.
В 1920 году был среди основателей Гистадрута. В годы Второй мировой войны служил в британской армии. Написал книгу об истории киббуца Дгания.
В 1949 году он был избран в кнессет 1-го созыва от партии МАПАЙ, работал в комиссии кнессета и комиссии по услугам населению.
Барац умер 14 декабря 1968 в возрасте семидесяти восьми лет.